# Sesbania uliginosa
Sesbania uliginosa är en ärtväxtart som beskrevs av Robert Sweet. Sesbania uliginosa ingår i släktet Sesbania och familjen ärtväxter. Inga underarter finns listade i Catalogue of Life.